# Плитвичка Језера
Плитвичка Језера су насељено мјесто у Лици. Припада општини Плитвичка Језера, у Личко-сењској жупанији, Република Хрватска.

## Географија
Плитвичка Језера су удаљена око 18 км сјеверно од Коренице. Насеље се налази у саставу Националног парка Плитвичка језера.
Овде се налазе два насеља, Језерце и Мукиње.

## Историја
Плитвичка Језера се од распада Југославије до августа 1995. године налазила у Републици Српској Крајини. До територијалне реорганизације у Хрватској насеље се налазило у саставу бивше велике општине Кореница.

### Усташки злочини у Другом светском рату
Крајем маја 1941. године хрватске усташке власти су покренуле све Србе из села око Плитвичких Језера и протерале их у Двор у Босну, "са мотивацијом да на Плитвичким језерима и околици, као хрватском купалишном месту, не сме бити ниједног Србина". Њихове куће домаћи Хрвати су прво опљачкали па онда већину попалили. Сви ови Срби исељени су по наредби великог жупана у Бихаћу Љубомира Кватерника. Међутим после три месеца, када је италијанска војска запосела Лику, ови су се Срби вратили на згаришта својих домова. Прота Богуновић Никола парох у Притоци, као очевидац каже да су месеца јуна 1941. протеране све српске породице из цијеле општине Плитвичких Језера. Све што су имали од покретне имовине остало је у кућама. "Једне кишне ноћи сав тај народ, праћен наоружаним усташама, превезен је на реквирираним колима околних села непосредно испред мог парохијског стана у Притоци. Поворка кола трајала је три часа. сав овај народ избачен је и остављен по селима од Босанског Петровца до Дрвара".

## Становништво
Према попису становништва из 2001. године, Плитвичка Језера су имала 381 становника. Према попису становништва из 2011. године, насеље Плитвичка Језера је имало 315 становника.
| Демографија | Демографија | Демографија |
| Година      | Становника  | Становника  |
| ----------- | ----------- | ----------- |
| 1948.       | 13          |             |
| 1953.       | 98          |             |
| 1961.       | 152         |             |
| 1971.       | 458         |             |
| 1981.       | 692         |             |
| 1991.       | 547         |             |
| 2001.       | 381         |             |
| 2011.       |             | 315         |